# 18 km (obwód wołogodzki)
18 km (ros. 18 км) – wieś w Rosji, w rejonie grazowieckim obwodu wołogodzkiego. W 2010 r. liczyła 2 mieszkańców.